# Heber Smith
Pour les articles homonymes, voir Smith.
Heber Edgar Smith, né le 8 août 1915 à Tiny et mort le 25 octobre 1990, est un homme politique canadien de l'Ontario. Il est député fédéral progressiste-conservateur de la circonscription ontarienne de Simcoe-Nord de 1957 à 1968.

## Biographie
Né à Tiny en Ontario, Smith sert comme capitaine dans l'Armée canadienne de 1941 à 1946. Il entame une carrière publique en siégeant comme échevin au conseil municipal de Barrie en 1951, comme préfet adjoint en 1952, comme préfet en 1953 et finalement comme maire en 1954.
Élu en 1957 et réélu en 1958, 1962, 1963 et en 1965, il ne se représente pas en 1968.